# Pitkiaranta
Pitkiaranta (ros. Питкяранта, fiń. Pitkäranta) – miasto w północno-zachodniej Rosji, na terenie wchodzącej w skład tego państwa Republiki Karelii.

## Położenie
Pitkiaranta leży nad jeziorem Ładoga, w rejonie pitkiaranckim, którego centrum administracyjne stanowi. Pitkiaranta jest jedynym ośrodkiem miejskim na terenie tej jednostki podziału terytorialnego.

## Historia
Nazwa miasta pochodzi od karelskich słów pitka – długi i randa, ranta – brzeg.
Osada została założona w połowie XIX w. jako przystań towarowo-pasażerska na północno-wschodnim brzegu jeziora Ładoga. Prawa miejskie otrzymała w 1940 r.
Do 1917 na terytorium Wielkiego Księstwa Finlandii w składzie Imperium Rosyjskiego. W latach 1918–1940 należała do Finlandii. Po wojnie zimowej wcielona w marcu 1940 traktatem moskiewskim do ZSRR, znajdowała się administracyjnie w Karelo-Fińskiej SRR. Ludność fińska opuściła po marcu 1940 miejscowość, przenosząc się na terytorium Finlandii nieanektowane przez ZSRR.  Latem 1941, w czasie wojny kontynuacyjnej zajęta przez wojska fińskie, latem 1944 ponownie okupowana przez Armię Czerwoną. W wyniku intensywnych działań zbrojnych i trzykrotnemu przechodzeniu przez miasto frontu, Pitkiaranta została w znacznym stopniu zniszczona.

## Ludność
Pitkiaranta liczy 13 151 mieszkańców (1 stycznia 2005 r.), co stanowi ok. 57% całej populacji rejonu pitkiaranckiego. Zdecydowaną większość stanowią Rosjanie, którzy osiedlili się tutaj po zakończeniu wojny zimowej (1939–1940) i wojny kontynuacyjnej (1941–1944), kiedy to z przejętego od Finlandii miasta wysiedlono ludność fińską.
Liczba ludności miasta w ostatnich latach spada w wyniku emigracji w poszukiwaniu pracy do dużych miast, zwłaszcza Petersburga.
Zmiany liczby mieszkańców w ostatnim dziesięcioleciu:
| rok  | ludność |
| ---- | ------- |
| 1996 | 14 900  |
| 2004 | 13 200  |
| 2005 | 13 151  |

## Gospodarka
Po rozpadzie ZSRR gospodarka miasta, jak i całej Karelii znalazła się w kryzysie.  
Podstawą gospodarki miasta jest przemysł drzewny i celulozowo-papierniczy. Pewne znaczenie posiada też produkcja prefabrykatów dla przemysłu budowlanego. W miejscowości zlokalizowane są także niewielkie zakłady przemysłu spożywczego, zatrudniające zwykle po kilka-kilkanaście osób i  produkujące na potrzeby lokalnego rynku.
Istotne znaczenie w gospodarce miasta odgrywają szeroko rozumiane usługi.
Znajduje się tu stacja kolejowa Pitkiaranta, położona na linii Janisjarwi – Łodiejnoje Pole.